# Реклама в России
Реклама в России — отрасль и индустрия по распространению рекламы в России и Российской Федерации; регулируется специальным законодательством.

## История

### Реклама в СССР

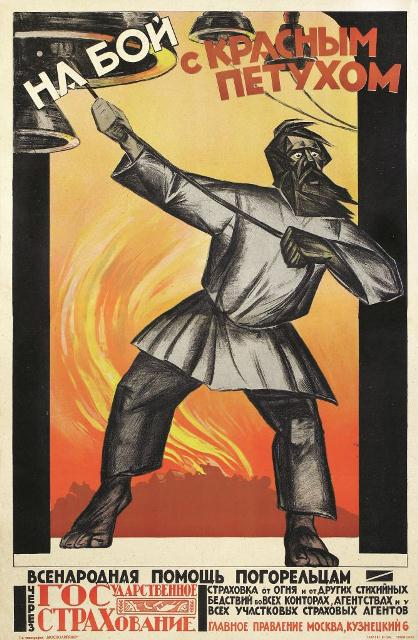
Плакат Госстраха СССР «Страхование от огня»

Несмотря на плановую экономику и сопутствующий дефицит, коммерческая реклама всё же занимала в СССР своё место. Больше всего рекламы публиковалось во времена НЭП 1920-х годов. Но и в другие периоды реклама тоже создавалась и распространялась. Так, например, широко распространялся слоган «Советское — значит отличное», а на советском телевидении выходила рекламная телепередача «Больше хороших товаров». Также выходило рекламное приложение к газете «Вечерняя Москва».
Вошли в поговорку рекламные лозунги: «Летайте самолётами Аэрофлота» (не только вследствие распространённости этой рекламы, но и из-за её сомнительной коммерческой ценности — Аэрофлот был единственным воздушным перевозчиком в стране), «Храните деньги в сберегательных кассах» (реклама Сбербанка СССР), «Страхуйте имущество от пожара» (реклама монопольного страхового общества Госстрах).
Также широкую известность получили крылатые рекламные фразы:
- «Нигде кроме, как в Моссельпроме»
- «Накопил — машину купил»
- «Всем попробовать пора бы, как вкусны и нежны крабы»

Некоторые образцы рекламы тех лет в настоящее время оцениваются как произведения искусства.
В кино и на ТВ
Телевизионная реклама в СССР в форме рекламных вставок отсутствовала (за исключением самых последних лет существования страны).
Первый телевизионный ролик с рекламой кукурузы вышел в 1964 году. Первая упоминаемая специалистами реклама в кино, которую показывали отечественному зрителю вместо киножурнала перед фильмом, создан в 1972 году в Ленинграде на Киностудии документальных фильмов, это был рекламный ролик «Шоколад» по сценарию Никиты Михалкова.
В 1973 году на той же киностудии была снята первая и единственно известная советская кинореклама с элементами эротики — «Женское бельё». «Знаки зодиака» (1975) — рекламный фильм 1975 года на музыку Владимира Высоцкого.
Популярным рекламным ходом в СССР было участие в рекламе известных артистов.
В течение длительного времени реклама в СССР существовала в строго ограниченном пространстве в рамках плановой экономики и была монополизирована государством.
Начало Перестройки в середине 1980-х ознаменовало появление в средствах массовой информации рекламы западного образца. Первый канал впервые начал передавать рекламу в 1988 году. 23 августа 1991 года, сразу после путча, впервые в СССР была показана на ТВ коммерческая реклама, прерывающая просматриваемые программы.

### В Российской Федерации
Развитие национального рынка рекламы в Российской Федерации обусловлено специфическими особенностями развития страны. Его формирование началось в конце 1980-х — начале 1990-х годов. На первом этапе этот процесс носил стихийный характер, что объяснялось отсутствием опыта рекламной деятельности в условиях рынка и правовой базы, регулирующей рекламную деятельность.
Период с 1988 по 1995 год — время бурного развития российского рекламного рынка, как передающего, так и производящего. Происходит становление и рынка рекламодателей. Это время закладывания фундамента рынка рекламы.
1995—2000 гг. — период стабильного роста.
Во второй половине 2000-х годов в России завершились основные процессы становления рекламного рынка: сформирована законодательная база, основу которой составил Федеральный закон «О рекламе», завершились процессы интеграции крупных рекламных структур, существенно расширился уровень рекламных услуг, произошла унификация взаимоотношений участников рекламного рынка. Анализ современного аспекта развития рекламного бизнеса показывает, что данные тенденции усиливаются.
За последние годы появилось множество некоммерческих организаций, объединяющих людей, работающих в сфере рекламы и занимающихся развитием и саморегулированием отрасли; в настоящее время по инициативе этих организаций ведётся разработка стандартов рекламной индустрии.
В 2022 г., на фоне войны, рынок рекламы в России сократился на 7 %; при этом на региональном рынке наблюдается как падение (19 % во II квартале), так и рост (6 % в III квартале).

## Финансовые показатели доходности индустрии рекламы
В 2008 году, по данным комиссии экспертов Ассоциации коммуникационных агентств России (АКАР)российский рынок рекламы собрал 267 млрд руб. (прирост 18 % в сравнении с 2007 годом).
Наибольшие объёмы на ТВ — 137,6 млрд руб. (прирост на 22 %).
Отрицательная динамика показана в сегментах «радио» и «рекламные издания печатных СМИ» — минус 6 % и минус 1 % соответственно.
Без учета контекстной рекламы рынок Интернета вырос на 43 %, собрав 7 млрд руб., а «новые медиа» — на 45 %, до 4,5 млрд рублей.

## Регулирование
15 ноября 2001 года Государственной думой Российской Федерации был принят закон, ограничивающий возможность прерывать рекламой теле- и радиопередачи, а также детские передачи.
25 октября 2004 года в силу вступил закон, ограничивающий демонстрацию рекламы пива на телевидении и радио в утреннее и дневное время. Рекламные ролики пива исчезли из дневного эфира с 5 сентября 2004 года, вскоре рекламные щиты пивных компаний были убраны и со стадионов. Позднее вышел закон, запрещающий употреблять образы людей и животных в ночной рекламе пива.
Частные объявления, то есть объявления физических лиц или юридических лиц, не связанные с осуществлением предпринимательской деятельности, в соответствии с Законом о рекламе (ст. 2, п. 6) не рассматриваются в качестве рекламы.

### Нарушения законодательства
В июле 2002 года Минпечати был зафиксирован факт рекламы алкогольных напитков в эфире телеканала «Дарьял-ТВ» (ДТВ), что запрещено законодательством, вследствие чего Федеральная конкурсная комиссия рекомендовала Министерству печати не продлевать лицензию телекомпании «Дарьял-ТВ» и выставить её частоту на конкурс.
В декабре 2002 года Министерство России по антимонопольной политике и поддержке предпринимательства возбудило производство по делу о нарушении «Первый канал» и ЗАО «Медиа сервис — Видео Интернешнл» закона о рекламе. По сведениям пресс-центра МАП, 21 августа 2002 года в прямом эфире ОРТ был показан футбольный матч Россия — Швеция, трансляция которого прерывалась рекламой 31 раз, и только дважды было сделано предварительное сообщение о том, что транслируемый материал является рекламой.
В июле 2004 года Федеральная антимонопольная служба (ФАС) России приняла решение оштрафовать ОАО «Первый канал» за нарушение закона «О рекламе». На сей раз дело было возбуждено по факту прерывания рекламой передачи «Бокс. Бои сильнейших профессионалов мира», транслировавшейся 23 мая 2004 года в эфире Первого канала.
В августе того же года ФАС признала ОАО «Телекомпания НТВ» нарушившей закон о рекламе. Это решение было принято по итогам рассмотрения дела по факту распространения рекламы с использованием товарного знака «Флагман» на НТВ. НТВ было выдано предписание о прекращении показа ролика в эфире, однако меры административной ответственности не были применены.
К 2011 году доля незаконной наружной рекламы в Москве достигала 60 %.

## Сегменты рынка
В России существует полноценный развитый рынок носителей рекламы: реклама в СМИ, интернет-реклама, наружная реклама и другие сегменты.

### Реклама в СМИ
В телерадиовещании России существует проблема несогласованных с федеральным эфиром местных вставок рекламы и вставок местного эфира в ущерб целостности передач. Соответственно, уже федеральная реклама не доходит до регионов в полном оплаченном объёме.

### Наружная реклама
Рынок наружной рекламы в России вырос с 40 млн долларов в 1994 году до 200 млн в 1998. Экономический кризис 1998 года привел к сокращению рынка в 1999 до 90 млн. Затем был период быстрого роста до 1,8 млрд долларов в 2008. Запрет на наружную рекламу табака и алкоголя привели к крупному кризису в отрасли в 2009, когда объём рынка сократился почти вдвое — до 0,98 млрд долларов. В 2011 объём рынка составил 1,14 млрд долларов. Рынок продолжает постепенный рост, в 2012 году он вырос на 16,3 %.
В 2023 году рынок наружной рекламы  составил 48,8 млрд руб.